# Eugalta hubeiensis
Eugalta hubeiensis är en stekelart som beskrevs av He 1996. Eugalta hubeiensis ingår i släktet Eugalta och familjen brokparasitsteklar. Inga underarter finns listade i Catalogue of Life.